# Узкая грань (фильм, 1952)
«Узкая грань» (англ. The Narrow Margin) — фильм в жанре нуар американского режиссёра Ричарда Флейшера, вышедший на экраны в 1952 году.
Сценарий фильма написал Эрл Фентон по неопубликованной истории Мартина Голдсмита и Джека Леонарда, за которую они были номинированы на Оскар. Главному герою фильма, полицейскому детективу Уолтеру Брауну (Чарльз Макгроу) поручено доставить на поезде из Чикаго в Лос-Анджелес вдову главаря мафии (Мэри Виндзор), которая согласилась дать свидетельские показания в суде. Члены мафии посылают киллеров, чтобы уничтожить опасную свидетельницу, однако полиция предпринимает свои неординарные методы обеспечения её безопасности.
Фильм «широко признан как образец картины категории В; некоторые поклонники кино идут ещё дальше, называя этот саспенс-триллер лучшим низкобюджетным произведением студии (РКО) всех времён».
В 1990 году режиссёр Питер Хайамс снял одноименный ремейк на этот фильм, главные роли в котором исполнили Джин Хэкмен и Энн Арчер. В том же году «без какой-либо иронии „Узкую грань“ (1952 года) вновь выпустили на экраны, вместе с другим сенсационным классическим (нуаром категории В) „Объезд“ (1946), с которым „Узкая грань“ часто сравнивалась в благоприятном для неё духе» (в работе над сценариями обоих фильмов участвовал Мартин Голдсмит".

## Сюжет
Жёсткий, добросовестный детектив, сержант Уолтер Браун (Чарльз Макгроу) из Полицейского управления Лос-Анджелеса и его напарник и друг Гас Форбс получают задание обеспечить безопасность вдовы мафиозного главаря, миссис Нилл (Мэри Виндзор) во время её переезда на поезде из Чикаго в Лос-Анджелес, где она должна дать свидетельские показания в суде. Ни детективы, ни бандиты, от которых они должны её защищать, не знают миссис Нилл в лицо, так как она много лет назад разорвала отношения со своим мужем, но у неё есть список важных членов его мафиозной организации, который она грозит предать огласке. По дороге на встречу с миссис Нилл Браун в разговоре с Форбсом выражает своё презрительное отношение к ней, называя её «дешёвым блюдом из чистого яда под приправой». На выходе из её квартиры, детективов и миссис Нилл подстерегает мафиозный киллер по имени Дензел. Но покушение не достигает цели — киллер убивает только Форбса, после чего вынужден бежать, при этом Браун успевает ранить его в плечо.
На железнодорожном вокзале Браун замечает, что за ним следят двое гангстеров — Джозеф Кемп (Дэвид Кларк) и интеллигентного вида Винсент Йост (Питер Брокко), который безуспешно пытается выкупить у него список членов мафиозной организации, который собирается огласить миссис Нилл. Кемп предпринимает несколько попыток найти миссис Нилл в двухкомнатном купе Брауна, но ему это не удаётся.
Отношения сурового Брауна и острой на язык миссис Нилл явно не ладятся, они обмениваются колкостями и пикируются. Она ведет себя вызывающе, флиртует с ним и при этом ставит под сомнение искренность его намерений защищать её. У Брауна складываются дружеские отношения со случайной попутчицей Энн Синклер (Жаклин Уайт) и её чересчур внимательным и энергичным юным сыном Томми. Кемп замечает их вместе и решает, что Энн и есть вдова гангстера. В мужской комнате происходит стычка Брауна с Кемпом, перерастающая в драку, в ходе которой Браун понимает, что Кемп ошибочно принял Энн за миссис Нилл. Он скручивает Кемпа и передает его в руки толстому железнодорожному копу Сэму Дженнингсу (Пол Мэкси), а сам торопится на защиту Энн. Кемп вырывается из рук Дженнингса и объединяет силы с Дензелом, который сел на поезд во время короткой стоянки в Колорадо.
Когда Браун пытается предупредить Энн, что бандиты ошибочно приняли её за свою цель, она сообщает ему, что она в действительности и есть вдова Нилла. Список она отправила по почте в Полицейское управление Лос-Анджелеса, а едет как обычная пассажирка, так как власти решили, что это будет наиболее безопасным способом переезда. Другая же женщина — это только приманка, она сотрудница чикагской полиции под прикрытием. Брауну же не сообщили об этом, так как его подозревали в возможной причастности к коррупции.
В поисках списка Дензел и Кемп заходят в купе Брауна, натыкаются в смежной комнате на миссис Нилл, и, подозревая, что она и есть их цель, убивают её. Когда Кемп обнаруживает полицейский значок в её вещах, Дензел, поняв в чём дело, направляется на розыски Энн. Дензел берет её сына в заложники и под его прикрытием запирается с Энн в комнате, требуя, чтобы она выдала ему список. Находясь в смежной комнате, Браун видит отражение Дензела в окне проходящего поезда, и, ориентируясь на это отражение, стреляет сквозь дверь и убивает его. Кемп спрыгивает с остановленного поезда, но его тут же арестовывает преследующая поезд полицейская машина. Браун и Энн успешно добираются до Лос-Анджелеса.

## В ролях
- Чарльз Макгроу — детектив, сержант Уолтер Браун
- Мэри Виндзор — миссис Фрэнки Нилл
- Жаклин Уайт — Энн Синклер
- Гордон Геберт — Томми Синклер
- Куини Леонард — миссис Тролл
- Дэвид Кларк — Джозеф Кемп
- Дон Беддоу — детектив, сержант Гас Форбс
- Пол Мэкси — Сэм Дженнингс
- Гарри Харви — кондуктор в поезде
- Питер Брокко — Винсент Йост (в титрах не указан)

## Исполнители главных ролей
До этого фильма Чарльз Макгроу сыграл в таких памятных фильмах нуар, как «Убийцы» (1946), «Агенты казначейства» (1947) и «Преследуемый» (1948). Ранее Макгроу сыграл также в двух нуарах Флейшера — «Ограбление инкассаторской машины» (1950) и «Женщина его мечты» (1951, фильм, доработанный Флейшером). Фильм «Узкая грань» стал одной из лучших работ как в актёрской карьере Макгроу, так и в режиссёрской карьере Флейшера.
Наиболее заметными нуаровыми картинами Мэри Виндзор стали «Сила зла» (1948), «Снайпер» (1952) и «Женщина без мужчин» (1955). Увидев Виндзор в этой картине, Стенли Кубрик предложил ей роль в своем нуаре «Убийство» (1956), также вскоре ставшем классикой жанра.

## Оценка критики
Фильм рассматривается критиками и историками кино как классический пример жанра фильм нуар. Он был хорошо принят после выхода на экраны как образцовый фильм категории В.
Как отметила «Нью-Йорк таймс»: «Используя небольшой состав сравнительно неизвестных актёров во главе с Чарльзом Макгроу, Мэри Виндзор и Жаклин Уайт, эта недорогая работа продюсера Стэнли Рубина для студии РКО стала почти что образцом электрического напряжения, повлияв, по крайней мере, технически, на некоторые шедевры экранного триллера. Решительно и твердо исполненная, написанная и поставленная Эрлом Фентоном и Ричардом Флейшером в экономичном стиле, эта лишённая претензий работа приклеит каждого к краешку кресла и докажет, раз и навсегда, что и малое может быть сделано так, что будет стоить многого».
Кинокритик Деннис Шварц назвал фильм «захватывающим, полным саспенса низкобюджетнным криминальным триллером с безошибочной постановкой… Изложенная в быстром темпе, эта плотная детективная история наполнена напряжёнными событиями и содержит прекрасный сюжетный поворот…».